# كأس تشاد
كأس تشاد لكرة القدم (بالفرنسية: Coupe du Tchad de football)‏ ، هي بطولة رسمية لرياضة كرة القدم في تشاد ، أسسها اتحاد الكرة التشادي سنة 1973.

## وصلة خارجية
- سجلات كأس تشاد باللغة الإنجليزية في موقع RSSSF.COM